# Иван Гавриленко
Иван Иванович Гавриленко (на руски: Иван Иванович Гавриленко) е руски офицер, щабскапитан. Участник в Руско-турската война (1877 – 1878).

## Биография
Иван Гавриленко е роден на 25 юни 1852 г. в Полтавска губерния в семейството на потомствен дворянин. Ориентира се към военното поприще. Завършва Полтавската военна гимназия и Павловското военно училище (1869, 1871). Произведен е в първо офицерско звание подпоручик с назначение в 12-и стрелкови батальон.
Участва в Руско-турската война (1877 – 1878) като командир на 1-ва рота от 12-и стрелкови батальон на 3-та стрелкова бригада. Повишен е във военно звание поручик. Има репутация на добър ротен командир. Проявява се при превземането на Ловеч на 22 август 1877 г. в състава на дясната колона с командир генерал-майор Владимир Доброволски. Ранен е от неприятелски куршум при подхода към височина № 3. Куршумът остава в дясното му коляно. За отличие е повишен във военно звание щабскапитан. Изтеглен е за лечение в 67-а военновременна болница в село Горна Студена. Умира от раната на 14 октомври 1877 г. в село Горна Студена.